# Orquestra Simfònica Julià Carbonell de les Terres de Lleida
L'Orquestra Simfònica Julià Carbonell de les Terres de Lleida (OJC), promoguda per la Fundació Julià Carbonell i la Diputació de Lleida, nasqué l'any 2002. La Paeria de Lleida se sumà posteriorment també com a entitat que participa i dona suport a l'Orquestra.
L'Orquestra Simfònica Julià Carbonell de les Terres de Lleida – OJC, promoguda per la Fundació Julià Carbonell, va néixer l'any 2002 amb l'impuls de la Diputació de Lleida com a eina cultural al servei de tot el territori i amb un objectiu ben clar: facilitar l'accés a la música simfònica i de cambra a tots els ciutadans sense excepció. La Paeria de Lleida, conscient de la importància i significació que representa l'Orquestra, se suma també posteriorment com a entitat que participa i dona suport a l'OJC.
Així doncs, l'Orquestra, sense deixar mai de banda un gran rigor i exigència artística, s’ha desplaçat des dels seus inicis de manera habitual per tots els indrets del territori amb la finalitat d'acostar la seva programació de concerts a tothom de manera continuada. Escoles, hospitals, casals de gent gran i presons, per citar alguns exemples, han estat també destinataris de les seves activitats, tot trencant barreres i limitacions en el camí de fer de la música un dret accessible a tota la ciutadania.
A part d'aquest fort compromís i vocació social, l'OJC també s’ha implicat constantment en tota mena de projectes que impulsen i incentiven la creació musical actual i la recerca musicològica, treballant alhora sota la batuta de nombrosos directors convidats de casa nostra i estrangers així com també amb destacats solistes.
L'esforç i la il·lusió dels professionals que integren l'Orquestra, lligat al suport del món polític, empresarial, cultural, així com també del seu públic, han fet de l'Orquestra una realitat consolidada i destacada dins del panorama musical català actual. L'OJC, a més de seguir un dels seus objectius fundacionals realitzant innombrables concerts en moltes poblacions, actua de manera habitual a sales tan emblemàtiques com el Palau de la Música Catalana, el Gran Teatre del Liceu o l'Auditori de Barcelona.
L'Orquestra Simfònica Julià Carbonell de les Terres de Lleida – OJC és l'orquestra titular de l'Auditori Enric Granados i del Teatre de la Llotja de Lleida. Així mateix, té una programació estable a l'Auditori AXA- Illa Diagonal de Barcelona. Avui, gràcies a l'esforç de molts, l'Orquestra Simfònica Julià Carbonell de les Terres de Lleida és una realitat viva i activa que ha assolit successos notables i sòlids, tot fent-se un lloc rellevant dins la vida musical del nostre país. Alfons Reverté Casas n'és el director titular i artístic.